# جائزة إيطاليا الكبرى للدراجات النارية 2007
جائزة إيطاليا الكبرى للدراجات النارية 2007 هو سباق دراجات نارية أقيم بتاريخ 3 يونيو 2007 في حلبة موجيلو، إيطاليا. كان الجولة السادسة من أصل 18 في سباق الجائزة الكبرى للدراجات النارية موسم 2007. فاز الإيطالي فالنتينو روسي بفئة الموتو جي بي بينما جاء الإسباني داني بيدروسا في المركز الثاني وحصل على المركز الثالث البرازيلي أليكس باروس.

## وصلات خارجية
- الموقع الرسمي